# Rodetal
Das Rodetal verläuft zwischen den Ortschaften Reyershausen und Nörten-Hardenberg im südlichen Niedersachsen in den Landkreisen Northeim und Göttingen auf dem Gebiet der Gemeinden Bovenden und Nörten-Hardenberg.

## Geschichte
Die Straße durch das Rodetal wurde zum ersten Mal im frühen Mittelalter erwähnt. Zu dieser Zeit gehörte sie zur Burg Plesse und stellte eine die Verbindung zwischen Nörten-Hardenberg und Billingshausen sicher. Aufgrund der hohen Steuern, die das Hause Hardenberg bei Nutzung der Straße zu zahlen hatte, legten die Hardenbergs einen eigenen Pfad durch den steilen Wald an.
Das älteste Haus der Straße steht auf einem Bauernhof. Es wurde gegen Ende des 15. Jahrhunderts, Anfang des 16. Jahrhunderts gebaut.
Im 17. und 18. Jahrhundert wurden zwei große Wassermühlen errichtet, später noch eine Mühle zum Betreiben eines Sägewerkes.
Ende des 19. Jahrhunderts wurde in östlichen Bereich des Rodetales ein Kalisalzschacht eröffnet mit einer eigenen Bahntrasse durch das Rodetal. Durch das massive Ableiten der Kalilauge durch den Rodebach erstarb bald alles Leben im Bach.
Während des Zweiten Weltkriegs wurden weite Bereiche der feuchten Sumpfwiesen im Westteil des Tals für eine landwirtschaftliche Nutzung trockengelegt. Gegen Ende des Krieges wurde der Schacht – nach Ansicht der Alliierten Waffenlager und Waffenproduktionsstätte – immer häufiger bombardiert, aber nicht getroffen. In der Mitte des 20. Jahrhunderts wurde der Schacht geschlossen und es begann ein großflächiger Rückbau der alten Anlagen.

## Wirtschaft
Heute verfügt das Rodetal über ein großes Werk für Basaltsteinwolle und ein Restaurant.